# 森下洋子
森下 洋子（もりした ようこ、1948年12月7日 - ）は、日本のバレリーナ。文化功労者、日本芸術院会員。広島県広島市江波（現中区江波）出身。2001年から松山バレエ団団長を務めている。

## 人物
著名なプリマバレリーナ。日本人で初めて国際的に活躍したプリマと評され、「東洋の真珠」と謳われた。正確なテクニックと演技力で、海外の多くのステージでプリマとして客演を務め、英国、アメリカ、中国などで主演公演『白鳥の湖』『ジゼル』『くるみ割り人形』『ドン・キホーテ』『眠れる森の美女』他を行い、多くの観衆を魅了。海外の国際バレエコンクールの審査員も務める。松山バレエ団団長。
世界のバレエ団からのオファーを断り、日本を拠点に活動。バレエ歴は60年を超え、現在もバレリーナとして活動し続けている。
夫は松山バレエ団総代表の清水哲太郎。父は著名なフィールドホッケー選手で、広島県ホッケー協会会長を務めた森下準。祖母・母ともに広島市への原子爆弾投下での被爆者で、森下自身は被爆2世になる。2人姉妹で、6歳下の妹がいる。

## 来歴

### 幼少期
広島市への原子爆弾投下から3年後である1948年、広島市で生まれる。幼少期を過ごした江波は爆心地から離れており建物被害は少なかったこと、そして復興が進んでいたことがあり、森下の記憶には焼け跡の情景は残っていない。
バレエとの出会いは3歳の頃、体が弱く丈夫になるために医師から運動を勧められていたところ、ちょうど家の前の幼稚園でバレエ教室が開かれていて、通いだしたのがきっかけ。そこは広島のバレエの草分け的な存在であった葉室潔の教室であった。森下はバレエとの出会いは運命的なものであり、この教室がなかったとしてもどこかでバレエに出会っていたはずと語っている。不器用で初めは教室での練習になかなかついていけなかったが、家で稽古を何度もこなし両親に励まされ出来るようになると、人よりも多く稽古をしバレエにのめり込んでいった。バレエを一生続けたいという思いはこの幼少期の頃に出来上がっていった。のち葉室から勧められ洲和みち子に師事、ここで森下は技術的な面だけではなくメンタル面も鍛えられた。
広島市立江波小学校へ入学。小学1年生の時、広島市公会堂で行われた橘秋子の橘バレヱ学校の生徒の公演を見て憧れ学びたいと、両親を説得しその冬休みに上京、数日間のみレッスンを受ける予定が、結局小学1年生三学期の3ヶ月間東京に一人残り橘へ通う。小学2年生以降は基本は広島で、夏休みや冬休みの期間中のみ一人で上京し橘へ通う。自宅には電話もない時代で、バレエ教室の先生からの「ヨウコブジツイタ」と電報が届くまで母親は心配でたまらなかったという。天性の資質と豊かな表現力、人一倍の努力でめきめきと頭角をあらわした。
この時期、東京への旅費を稼ぐために母親が始めたのが洋食屋“きっちんもりした”である。この袋町のレストランは繁盛し、小学3年生から家族で袋町へ移り森下は広島市立袋町小学校へ編入する。なおこの店は有名店となりその後数十年も続いたが2016年現在は存在していない。

### 橘バレヱ学校から松山バレエ団へ
1960年小学6年生の時に、バレエを一生の仕事にしたいと親にせがんで本格的に上京、橘に師事し住み込みのバレエ漬け生活を始める。森下の母曰く「あの子はバレエにあげた」。1961年頃から大原永子とともに『りぼん』（集英社）『少女倶楽部』（講談社）『少女フレンド』（講談社）『マーガレット』（集英社）など、少女雑誌のグラビアページを毎号飾り“天才バレリーナ”として日本中の少女たちの憧れの的となった。東京では、武蔵野市立第一小学校へ転校しのち武蔵野市立第一中学校、吉祥女子高等学校を卒業、この間学業とバレエを両立した。
1969年、アメリカ留学。これには東洋工業（現マツダ）社長松田恒次のサポートもあったという。当地で契約オファーの話もあったがすべて断り、日本へ帰国する。また森下によると、20歳の頃のみ稽古の合間によく遊び、ディスコや麻雀など一通りのことはやったと述べている。
1970年、松山バレエ団“白毛女”を見て感動し、松山樹子に師事を願い出るも断られる。橘秋子の死去後、1971年もう一度松山に願い出ると認められ、ここから森下は松山バレエ団に所属することになる。この移籍に周囲は騒いだが、松山とその夫である清水正夫に守られバレエに専念した。松山移籍後、訪中し白毛女を踊っている。
1971年、芸術選奨新人賞を受賞。

### ヴァルナ国際
1974年、第12回ヴァルナ国際バレエコンクールに出場。松山に勧められたことにより出場したもので、森下にとって初めてのコンクール出場だったが、噂を聞きつけた周囲からは出場前から優勝を期待された。100人以上参加したこの大会に、松山と清水正夫の長男である清水哲太郎と挑むことになる。1次予選の“ドン・キホーテ”の時点で観客は大いに湧き、審査員を務めた一人がこの時点で会いに来て「洋子ちゃん、哲ちゃん、おめでとう」と言われたという。2次予選では演じる前に名前が呼ばれた時点で観客が沸き、決勝では“黒鳥”を踊りその反応から優勝を確信した。結果、森下は金賞、清水は銅賞を受賞した。これは日本人初の金賞であり、「日本人にはバレエは無理」という世界的な偏見を払拭し見直されるきっかけになったと森下は述べている。
この後森下は、世界のプリマを目指すこととなる。ヴァルナ後、文化庁在外研究員として清水哲太郎とともにモナコ公国へ留学しマリカ・ベゾブラゾヴァに1年間師事する。森下はマリカを、世界のバレリーナが救いを求めるバレエの病院みたいな先生、と表現している。2人とも留学が終わった1976年、清水哲太郎と結婚する。結婚式後新婚旅行はせずすぐに2人とも舞台に上がっており、森下は清水哲太郎との関係を夫婦というより同志と述べている。この年、アメリカン・バレエ・シアターに招かれ、プリマとして世界デビューを果たす。
のちの2014年にはヴァルナ国際50週年記念として特別ゲストに招かれ40年ぶりにその舞台に立ち、清水哲太郎が振り付けした“鳥の歌”を踊っている。

### プリマバレリーナとして
1975年および1977年文化庁芸術祭大賞。松山バレエ団を拠点に清水哲太郎と共に活動する一方で、海外でも活躍した。ルドルフ・ヌレエフとマーゴ・フォンテインのコンビと知り合ったのはこの頃である。
1977年エリザベス戴冠25周年記念公演で踊る。ヌレエフにパートナーとして抜擢されたことにより実現したもので、これがロンドンデビューとなった。以降ヌレエフとの名コンビは続いた。1978年には“バレエの女王様”マーゴとともに世界ツアーを行っている。時期は不明だが“バレエの神様”ガリーナ・ウラノワに指導を受けたこともあり、周囲から羨ましがられたという。
1981年パリ国立オペラに日本人として初めて出演、同年毎日芸術賞受賞。これらの多くは最年少での受賞となる。同年、男性路線のモーリス・ベジャールが森下のために大作『ライト』を振り付けている。ベジャールは森下について「彼女の小柄な肉体には西洋と日本が共存している」と語った。
1985年第1回服部智恵子賞受賞、日本芸術院賞を洋舞として初受賞。同年、パリ・オペラ座の『くるみ割り人形』全幕に主演、またヌレエフと共演した『ジゼル』の演技に対して、舞台芸術に携わる者にとって世界的に最も栄誉ある賞の一つ・英国ローレンス・オリヴィエ賞を日本人で初受賞。
1997年女性最年少の文化功労者として表彰された。2001年より松山バレエ団団長を務める。2002年より日本芸術院会員。
2015年 10月に『眠れる森の美女』の全幕公演以来、現在も刑部星矢がパートナーを務める。
2024年11月旭日重光章を受章した。

## 著書
- 『バレリーナの羽ばたき』ゆまにて出版 1976年
- 『夢みるバレリーナ』西川治写真 サンリオ 1978年
- 『バレリーナの情熱』大和書房 1984年、角川文庫 1994年

共著
- 『バレエの世界 踊る・創る・鍛える』清水哲太郎共著 講談社 1983年
- 『平和と美の使者として　森下洋子自伝』聞き手祐成秀樹、中央公論新社 2023年

翻訳
- ジョン・パーシヴァル『ヌレエフ 芸術と半生(付・ヌレエフの手記) バレエ界のスーパースター』小倉重夫共編 東京音楽社 1981年

## 出演

### テレビ・ラジオ出演
- NHK紅白歌合戦（NHK総合・ラジオ第1）
  - 第29回（1978年12月31日） - 審査員
  - 第37回（1986年12月31日） - 審査員
  - 第52回（2001年12月31日） - 審査員
  - 第75回（2024年12月31日） - 審査員

### 映画出演
- くるみ割り人形（1979年） - 特別出演